# Caixa-Forte do Tio Patinhas
A Caixa-Forte do Tio Patinhas, também conhecida como o Cofre do Tio Patinhas, é um local fictício nos quadrinhos Disney, que surgiu nas histórias criadas por Carl Barks. Mais tarde foi aproveitada em desenhos animados como o curta-metragem Scrooge McDuck and Money e o seriado de animação DuckTales. É a construção em que Tio Patinhas guarda seu dinheiro e geralmente é mostrado como o edifício mais alto da cidade de Patópolis. Carl Barks inventou a piscina de dinheiro
que fica dentro da caixa-forte em 1950, e a seguir, a caixa-forte propriamente, no ano seguinte.
A Caixa-Forte foi construída em 1902, pouco depois que Patinhas entrou no mercado de diamantes e não conseguiu mais dormir porque o muito dinheiro que guardava debaixo do colchão deixava sua cama perto demais do teto. Dessa forma, Patinhas decidiu buscar uma instalação mais adequada para armazenar seu dinheiro. Seu passatempo favorito é mergulhar no dinheiro e nadar entre as moedas.
Apesar de a Caixa-Forte ser um arranha-céus de 12 andares e um cofre cheio com três acres cúbicos de dinheiro, em várias ocasiões foi arrastada por um trator, erguida ao topo de uma montanha, roubada por alienígenas do fundo do mar e arrombada a tiros de canhão. O local tradicional da Caixa-Forte é o topo do Morro Mata-Motor.
A Caixa-Forte é vítima de repetidas tentativas de invasão por muitos dos ladrões inimigos de Patinhas, como seus arquinimigos Pãoduro Mac Mônei, Patacôncio, Irmãos Metralha e Maga Patalójika. O objetivo da Maga é arrebatar a Moedinha Número 1, a primeira moeda que Patinhas ganhou na vida.
Para proteger-se dos invasores, Patinhas instalou o maior sistema de segurança do mundo para que ninguém nem pense em se intrometer em sua propriedade.
Mac Mônei tem sua própria Caixa-Forte em algum ponto do Vale do Limpopo, com a fachada adornada por um cifrão de libra (£) no lugar do $ de Patinhas, tal como aparece quando Patinhas faz uma visita a seu rival em "The Second-Richest Duck". Apesar de Mac Mônei usar algumas das idéias de segurança de Patinhas, como o canhão, não parecem haver armadilhas em torno de sua Caixa-Forte, pois Patinhas entra no prédio sem ter que enfrentá-las e sem ser esperado por Mac Mônei (Patinhas envia um telegrama para avisar Mac Mônei, mas nem Patinhas paga as mensagens que envia nem Mac Mônei paga as que recebe).

## Dimensões
Um tópico freqüente de especulação entre os fãs do Tio Patinhas diz respeito às dimensões da Caixa-Forte. Barks definiu o volume de dinheiro ali contido em “três acres cúbicos”, mas o sentido exato (e, portanto, o volume) de um “acre cúbico” está sujeito à interpretação do leitor, pois o acre é uma medida de área, não de comprimento. Uma série de plantas criadas por Don Rosa para uma história do Tio Patinhas estabelece que a Caixa-Forte tem aproximadamente 38,5m de altura e 37m de largura. Na história, essas plantas são creditadas a um arquiteto de nome “Keno D. Rosa”, que é o nome verdadeiro de Don Rosa.

## Variantes
A aparência, as dimensões e a localização da Caixa-Forte são amplamente variáveis ao longo do tempo e de artista para artista. Nas histórias mais antigas de Carl Barks o prédio está ao nível da rua, não no alto do morro. Em muitas versões não-americanas a Caixa-Forte tem faces trapezoidais, sendo mais larga na base do que no topo. Artistas italianos costumam incluir uma cúpula no telhado da edificação; o estilo foi seguido em DuckTales. E pelo menos a história italiana O Depósito Oceânico, do roteirista e desenhista Marco Rota, mostra várias caixas-fortes de Tio Patinhas.

## Na cultura popular
O nome da caixa-forte na Noruega é "Pengebingen", sendo que esta palavra tornou-se comum na língua norueguesa para descrever uma grande quantidade de dinheiro ou dinheiro.
Russell W. Belk mencionou a caixa-forte em Material Values in the Comics: A Content Analysis of Comic Books Featuring Themes of Wealth onde observa que "o fascínio infantil por dinheiro" de Tio Patinhas, pelo qual ele chega a ter prazer em mergulhar e nadar no lixo o dinheiro, poderia explicar Scrooge o fato de o personagem não ser retratado como um vilão. Penelope Fritzer no artigo Scrooge McDuck: Postmodern Robber Baron considera possível que a caixa-forte simbolize todo o império Disney.